# Фольксраад (Голландская Ост-Индия)
Фольксраад (нидерл. Volksraad — Народный Совет) — высший законосовещательный орган Голландской Ост-Индии. Учреждён в 1916 году, первое заседание прошло в 1918 году.

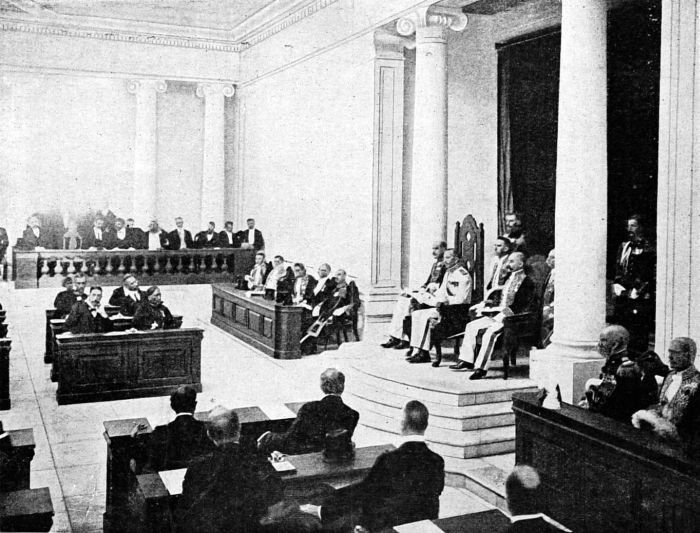
Учредительное заседание Фольксраада. Батавия, 18 мая 1918 года.

К началу 1940-х годов фольксраад состоял из 60 членов: 30 из них были представителями коренного населения, 25 — европейцами, оставшиеся 5 представляли индонезийских китайцев, арабов и прочие национальные меньшинства. Члены Фольксраада частично избирались на многоступенчатых выборах, право голоса на которых имела лишь незначительная часть жителей Голландской Ост-Индии, частично назначались генерал-губернатором Голландской Ост-Индии; председатель Фольксраада назначался монархом Нидерландов.

## История

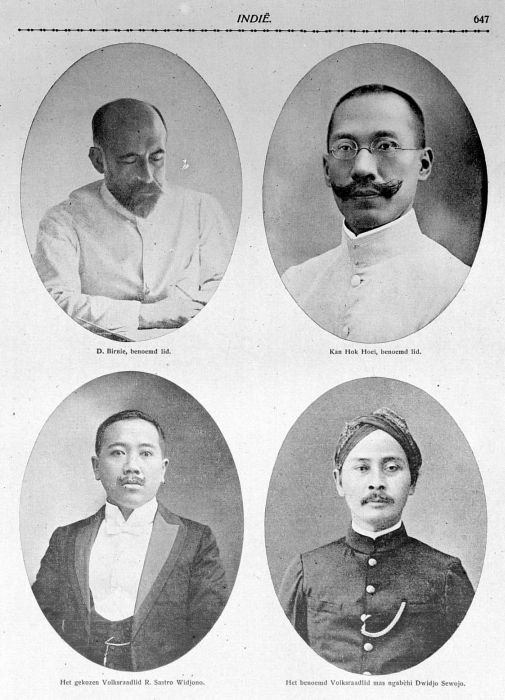
Члены Фольксраада в 1918 году: Д. Бирни (назначен), Хок Хуэй Кан (назначен), Састровиджоно (избран) и Мас Нгабехи Двиджо Севойо (назначен)

Учредительное заседание Фольксраада прошло 18 мая 1918 года в столице Голландской Ост-Индии — Батавии (ныне Джакарта), в районе Велтевреден (ныне Савах-Бесар) под председательством генерал-губернатора графа Иоханнеса Пауля ван Лимбург Стирума.
Изначально Фольксраад наделялся исключительно совещательными функциями — в частности, генерал-губернатору предписывалось «консультироваться» с ним по финансовым вопросам. В 1925 году он получил право законодательной инициативы, однако все его решения подлежали утверждению генерал-губернатором. Срок полномочий Фольксраада первоначально составлял три года, в 1925 году был увеличен до четырёх лет. В 1936 году группа членов Фольксраада во главе с Сутарджо Картохадикусумо подала нидерландским властям петицию с просьбой о предоставлении Индонезии независимости в рамках нидерландского Содружества через 10 лет (т.е. к 1946 году); эта петиция была отвергнута голландскими властями.
Последние выборы в Фольксраад были проведены в 1939 году. В 1942 году, после японской оккупации Индонезии, Фольксраад был официально распущен.
В 1945 году здание, в котором проходили заседания Фольксраада, получило название Здание Панча Сила.

## Известные члены Фольксраада
- Европейцы:
  - Карел Залберг[англ.]
  - Дик де Хоог[англ.]
- Китайцы
  - Ху Ким Ан[англ.]
  - Хок Хуэй Кан[англ.]
  - Лоа Сек Хи[англ.]
  - Фоа Лион Ги[англ.]
- Арабы
  - Сейид Исмаил ибн Сейид Абдулла ибн Алви Алатас
- Индонезийцы 
  - Чокроаминото
  - Мохаммад Хусни Тамрин[англ.]
  - Агус Салим
  - Ахмад Джаядининграт[англ.]
  - Сэм Ратуланги

## Галерея

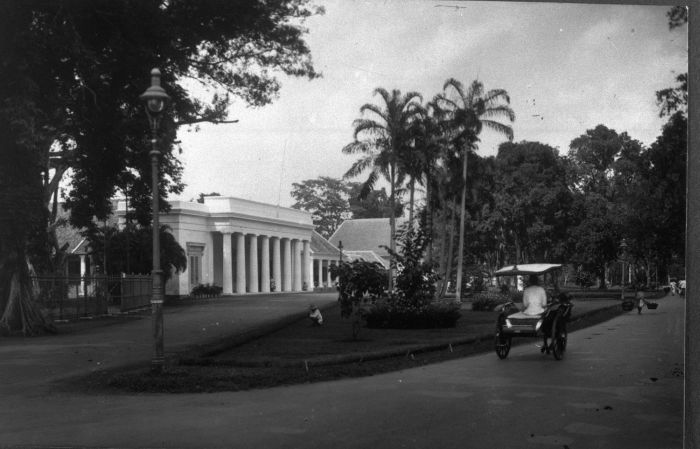
Здание Фольксраада
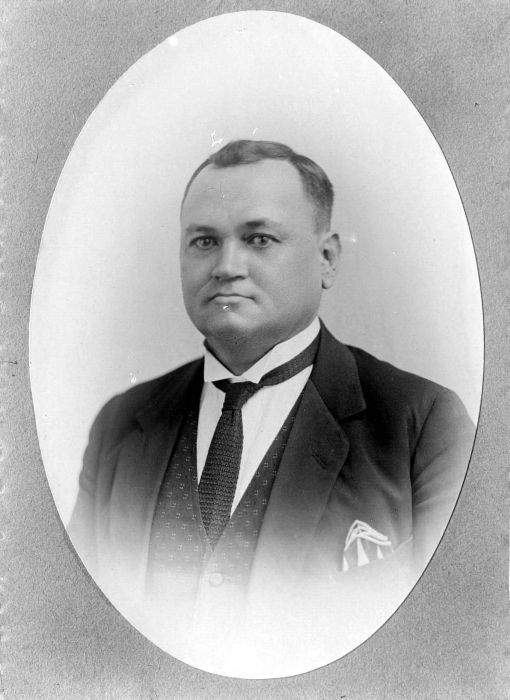
Дик де Хоог[англ.], президент Индоевропейского союза[англ.] и член Фольксраада